# Hypercompe alpha
Hypercompe alpha är en fjärilsart som beskrevs av Charles Oberthür 1881. Hypercompe alpha ingår i släktet Hypercompe och familjen björnspinnare. Inga underarter finns listade i Catalogue of Life.